# Hillova sféra

Znázornění Lagrangeových bodů pro planetu, kolem níž obíhá jeden měsíc. Body L1 a L2 leží na hranici Hillovy sféry.

Hillova sféra je oblast kolem nějakého tělesa (planety, měsíce), v níž má toto těleso silnější gravitační vliv než jiné masivnější těleso, kolem kterého obíhá. V případě planety je to např. oblast, v které má větší gravitační vliv, než hvězda, kolem které obíhá. V této oblasti musí ležet celá oběžná dráha jejího měsíce, jinak by tento měsíc planeta časem ztratila. Hillova sféra má přibližně sférický tvar a Lagrangeovy body L1 a L2 jsou dva hraniční body této oblasti. Hillovu sféru definoval americký astronom George William Hill na základě práce francouzského astronoma Edouarda Rocheho.
Pro Zemi má Hillova sféra poloměr 1,5 mil. km.

## Vztah pro výpočet poloměru Hillovy sféry
Rigorozní odvození vztahu pro gravitační sféru vlivu vyžaduje vyjádření potenciálu v soustavě obou těles. Lze ji však také přibližně chápat jako mez vzdálenosti, kdy je srovnatelná oběžná doba družice kolem každého z těles počitaná zvlášť (a kde se v tomto smyslu vyrovnává jejich vliv na oběžné dráhy těles).
Pokud je hmotnost menšího tělesa (např. planety Země) m a obíhá kolem hmotnějšího tělesa (např. v případě Země kolem Slunce), které má hmotnost M po eliptické dráze s hlavní poloosou a a excentricitou e, potom je poloměr r Hillovy sféry pro toto menší těleso přibližně:
{\displaystyle r\approx a(1-e){\sqrt[{3}]{\frac {m}{3M}}}}
Pokud se tvar oběžné dráhy menšího tělesa (planety) blíží tvaru kružnice, je hodnota excentricity velmi malá a můžeme ji zanedbat. Pak lze poloměr Hillovy sféry určit ze vztahu:
{\displaystyle r\approx a{\sqrt[{3}]{\frac {m}{3M}}}}
Vztah je přibližný, stabilní oběžné dráhy existují spíše do vzdálenosti 1/3-1/2 poloměru Hillovy sféry.
V případě planety Země platí tyto údaje: m = 5,97×1024 kg, M = 1,99×1030 kg, a = 149,6 milionů km = 149,6×109 m. Hodnota Hillovy sféry pro Zemi tedy vychází kolem 1,5 milionu km (0,01 AU). Oběžná dráha Měsíce má poloměr 0,384 400 milionu km a pohodlně se tedy vejde do spočtené hodnoty poloměru Hillovy sféry pro Zemi. Nehrozí tedy nebezpečí, že by Měsíc mohl být odtržen od Země a nezávisle mohl začít obíhat kolem Slunce.